# Julian Marley
Julian Ricardo Marley (Londra, 4 giugno 1975) è un musicista e produttore discografico inglese.
È figlio di Bob Marley e Lucy Pounder, membro del movimento Rastafari e autore di musica reggae. Il suo lavoro più famoso è l'album Lion in the Morning, del 1996. Nel 2003 ha pubblicato l'album, A Time and Place.

## Biografia
Julian ha trascorso la sua infanzia tra Inghilterra e Giamaica. Comincia a volere diventare un musicista già da bambino e impara a suonare la tastiera, la batteria, il basso elettrico, la chitarra e altri strumenti. Nel 1989, è stato coinvolto insieme con i suoi fratelli Ziggy Marley e Stephen Marley nella creazione dell'etichetta discografica Ghetto Youth International. Nel 1996 pubblica il suo primo album da solista, Lion in the Morning, e intraprende un tour mondiale. Nel 1997, partecipa assieme al fratello Damian Marley al Lollapalooza. Pubblica il suo secondo album A Time & Place nel 2003 e il suo ultimo album, Awake, nel 2009.
L'infanzia di Julian fu trascorsa tra Inghilterra e Giamaica. Musical sin da piccolo, ha imparato a suonare la tastiera, la batteria, il basso, la chitarra, tra gli altri strumenti. Insieme ai suoi fratelli Ziggy Marley e Stephen Marley, è stato coinvolto con Ghetto Youth International, una società di produzione, nel 1989. Julian ha pubblicato un album solista, Lion in the Morning, nel 1996 e ha intrapreso un tour mondiale. Lui e suo fratello Damian Marley andarono in tournée con il festival Lollapalooza nel 1997. Il suo secondo album, A Time And Place, fu pubblicato nel 2003. Nel 2008, il governo giamaicano invitò Julian e la banda della Rivolta a rappresentare la Giamaica e esibirsi alle Olimpiadi di Pechino.
Il suo terzo album, Awake (pubblicato nel 2009), è stato nominato per un prestigioso Grammy Award nella categoria Best Reggae Album. Nel 2011 ha partecipato al festival Mawazine che si è tenuto a Rabat, in Marocco. Questa è stata la richiesta di suo figlio, Driss Mysti. Nel gennaio 2013 ha tenuto un concerto reggae a Dhaka, in Bangladesh. Nell'agosto 2013 si è esibito alle Fêtes de Genève a Ginevra, in Svizzera.

## Primi anni di vita

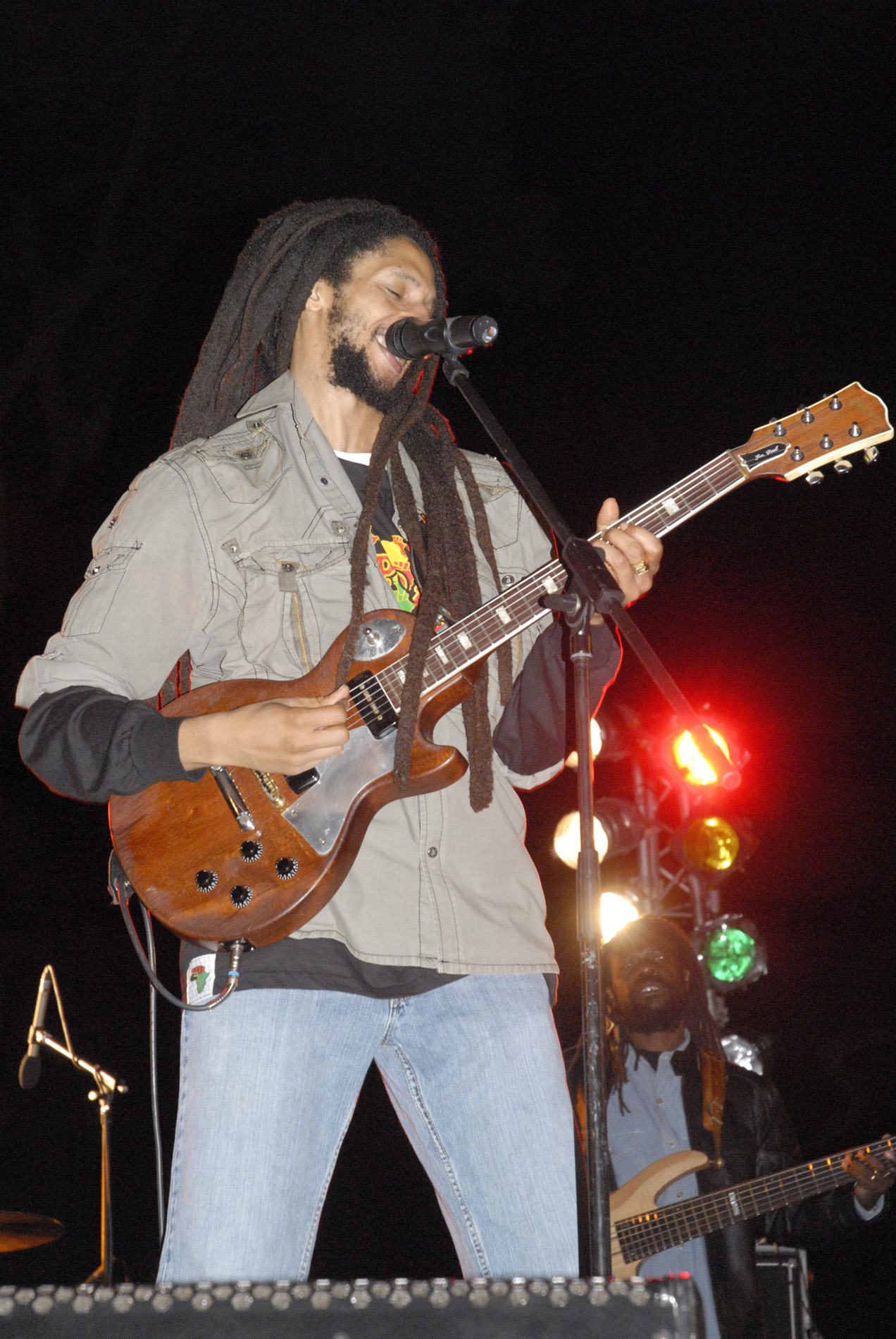
Julian Marley in Portogallo nel 2011

È l'unico figlio di Bob Marley che è nato nel Regno Unito. Julian è cresciuto da sua madre, Lucy Pounder in Inghilterra ma fece frequenti viaggi in Giamaica per visitare i suoi fratelli. Crescendo, è stato circondato da un'atmosfera musicale, che lo ha aiutato a sviluppare rapidamente e ad adottare nello stile di vita musicale. In tenera età, ha imparato da solo come padroneggiare basso, batteria, chitarra e tastiere. Alla giovane età di 5 anni, Julian ha registrato il suo primo demo nella casa di famiglia dei Marley a Kingston, in Giamaica. Mentre cresceva, Julian viveva tra Inghilterra e Giamaica e alla fine si ritrovò a creare una base di residenza a Miami, in Florida, dove la famiglia possedeva il proprio studio chiamato The Lions Den. Sebbene Julian fosse un giamaicano nel cuore, si dice che attribuisca alla sua educazione britannica una grande influenza sulla sua musica. Julian riflette "Mi sento privilegiato a far parte delle radici musicali che mio padre, Bob Marley, ha posto in Inghilterra. Non vedo l'ora di mettere in relazione i doni culturali e le creazioni musicali che mi ha conferito."
Nel 1993, Julian si trasferì in Giamaica per essere più vicino ai suoi fratelli. Facendo questa mossa, ispirò i Marley Brothers a formare il proprio percorso musicale e crearono il gruppo chiamato "Ghetto Youths Crew" che era formato da Julian, Stephen, Damian e Kymani Marley: il progetto si è rivelato un tale successo che i fratelli si sono ritrovati in tournée negli Stati Uniti per 3 anni: Julian Marley è al primo posto nel movimento consapevole della musica rispetto alla maggior parte degli artisti reggae riconosciuti oggi. Julian ha costruito una reputazione stimolante superando i generi musicali. Julian, noto anche come "Ju Ju", Marley rimarrà un'anima spirituale con un visionario musicale che intraprenderà una missione internazionale.

## Carriera musicale

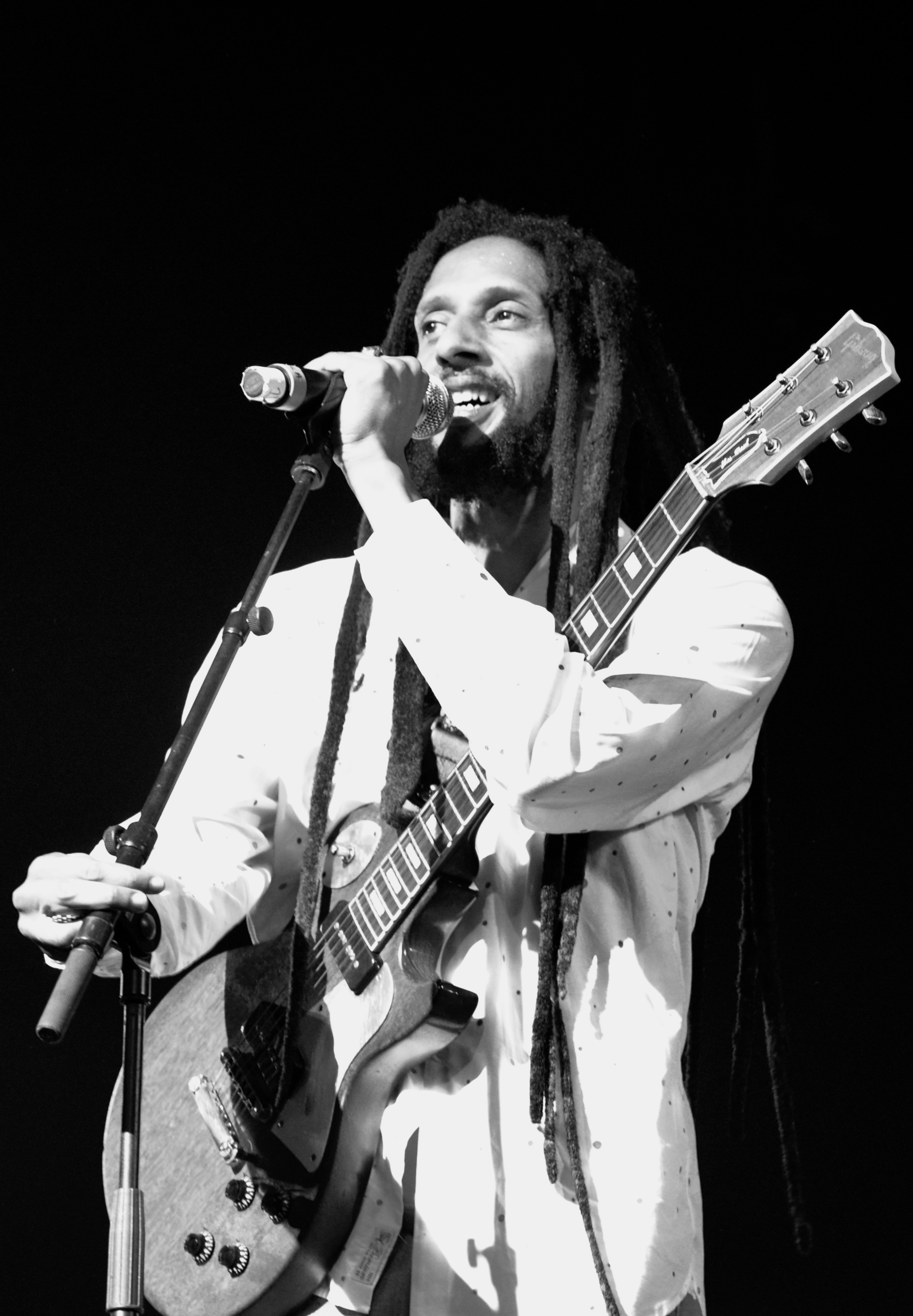
Julian Marley in concerto nel 2019

Nel 1996, Julian pubblicò il suo album di debutto intitolato "Lion in the Morning". Quel primo album ha aiutato il suo lancio nell'opinione pubblica. L'album è stato registrato presso i Tuff Gong Studios di Kingston, in Giamaica. Conosciuto anche per essere il recentemente rinnovato Marley Music Studio a Hope Road. Quello era lo stesso studio di registrazione in cui suo padre Bob Marley ha creato alcuni dei suoi lavori più famosi. Julian ha creato "Lion in the Morning" per riflettere sulle sue radici e sulla sua eredità di cui è molto orgoglioso. L'album contiene una vasta gamma di musicisti famosi di Owen Reid, Earl Chinna Smith, Tyron Downie, i fratelli Stephen Marley, Cedella Marley e Sharon Marley solo per citarne alcuni. Il disco è stato seguito da un tour internazionale di successo con The uprising. Alcune delle tappe del tour sono state il Sumfest della Giamaica e il Sunsplash Show, l'esibizione della famiglia Marley Magic alla Central Park Summer Stage Concert Series di New York e anche territori come Brasile, Giappone e Messico. Insieme a molti successi quell'anno, Julian ebbe anche l'opportunità di lavorare con suo fratello Damian al Lollapalooza Tour. Durante questi periodi in Giamaica, ha studiato molti leggendari veterani che ha guardato come Aston "Family Man" Barrett, Earl "Wire" Lindo, Tyrone Downie e Earl Smith che hanno ispirato l'uccello canoro. Julian scrisse due canzoni inedite in quel momento intitolate "Uprising" e "What They Did Wrong" in risposta all'incidente del suo compagno che è anche il batterista dei Wailers, Carlton Barrett, assassinato fuori dalla sua casa in Giamaica.
Successivamente, ha formato una band reggae chiamata The Uprising, che è stata ispirata dalla sua canzone, composta da giovani musicisti giamaicani. The Uprising e Julian continueranno ad aprirsi per il suo famoso fratello Ziggy Marley e la sua band, The Melody Makers. Ha anche avuto la possibilità di esibirsi con i Wailers, che includeva il figlio di Carlton Barrett che suonava la batteria. Julian ha contribuito a una vasta gamma di elementi musicali nell'album di Lauryn Hill, The Miseducation of Lauryn Hill, che è diventato un album premiato. Hanno registrato l'album alla Tuff Gong Records in Giamaica mentre Julian suonava la chitarra in alcuni brani.
Nel 1999, Julian è tornato in studio insieme ai suoi fratelli Damian e Stephen e ha iniziato a produrre l'album remix, Chant Down Babylon, che aveva vari artisti rock e hip-hop che coprivano le canzoni di Bob Marley & The Wailers.

## Filantropia
Julian Marley è un grande umanitario e continua a costruire missioni di beneficenza e contribuisce ancora alla Ghetto Youths Foundation nello spirito di suo padre, Bob Marley. Gli piace restituire ai giovani di varie comunità se si tratta di giocare con i bambini nei campi di calcio di Londra o di offrire il suo tempo libero con concerti di beneficenza. Nel febbraio 2010 Julian e suo fratello Kymani Marley hanno prodotto uno spettacolo di beneficenza "Miami per Haiti" che ha raccolto fondi per gli sforzi di soccorso haitiani insieme alla Ghetto Youths Foundation al loro fianco.
Marley aveva solo 13 anni quando viaggiò in Israele nel 1988. Julian si considera un uomo molto religioso che segue la fede di Rastafari e del cristianesimo. Era nel paese per esibirsi e afferma: "è stato spiritualmente edificante" poter vedere da dove viene Cristo. Molti membri della famiglia Marley hanno già visitato Gerusalemme, ma questa è stata la prima volta che Julian è stato invitato per la prima volta ad esibirsi al Barby Club di Tel Aviv durante il suo tour globale. Julian non ha avuto nessun problema ad esibirsi in Israele perché voleva affrontare i problemi in modo diverso mentre in quel periodo c'erano molti boicottaggi nel paese. Afferma "è fantastico viaggiare in tutto il mondo perché non c'è posto in cui non sia necessario il messaggio d'amore". Marley crede ed esprime buone vibrazioni e buone intenzioni. Parla sempre di diffondere il messaggio d'amore attraverso la sua musica. Julian crede nell'importanza di viaggiare per il mondo e diffondere l'amore attraverso la sua religione. Mentre viaggiava attraverso l'Europa, usava la sua musica come antidoto ad un po' 'dell'odio e del terrorismo che si è verificato lì.

## Attualità
Julian e i suoi fratelli Damian e Stephen hanno ufficialmente incorporato Ghetto Youths International Inc., di proprietà di Ziggy Marley e Stephen Marley nel 2002. L'etichetta ha permesso a tutti i fratelli di lavorare a stretto contatto tra loro per collaborazioni musicali. Ciò ha anche permesso loro di produrre e pubblicare varie opere con molti artisti per includere il proprio materiale per l'impronta dei giovani del ghetto. Ha portato avanti con successo la tradizione Marley, che consente alla musica di comunicare con un pubblico globale. L'anno seguente Julian ebbe l'opportunità di unirsi e esibirsi con tutti i suoi fratelli al Roots Rock Reggae Festival negli Stati Uniti. Insieme alla famiglia Marley si sono anche esibiti all'Africa Unite in Etiopia nel 2005, in Ghana nel 2006 e in Giamaica nel 2008. Con l'invito del governo giamaicano, i The Uprising e Julian si sono esibiti ai Giochi Olimpici del 2008 a Pechino, in Cina e hanno celebrato con Usain Bolt, vincitore della medaglia d'oro dalla Giamaica.
Il suo quarto album, As I Am, è stato rilasciato il 25 gennaio 2019.

## Vita privata
Marley aveva una figlia, nata nel 2007, morta nel 2019 a causa di un tumore al cervello.

## Discografia
- 1996 - Lion in the Morning
- 2003 - A Time & Place
- 2009 - Awake
- 2019 - As I am